# Station Rzeszów Zachodni
Station Rzeszów Zachodni is een spoorwegstation in de Poolse plaats Rzeszów.